# Stan Dewulf
Stan Dewulf (født 20. december 1997 i Stavele) er en professionel cykelrytter fra Belgien, der er på kontrakt hos Decathlon-AG2R La Mondiale.

## Karriere
I 2018 vandt han Paris-Roubaix Espoirs, som er U23-udgaven af Paris-Roubaix. Efter fem år på Lotto-Soudals talenthold og senere World Tour-hold, skiftede Dewulf fra starten af 2021 til franske AG2R Citroën Team.